# Zamaria Ferdinánd
Zamaria Ferdinánd vagy Ferdinado Zamaria de Specia Casa (másképp Ferrando/Ferranto Zamaria/Samaria de Speciacasa; ? - 1601.) érsekújvári és veszprémi kapitány, feleségét Balassi Bálint csábította el.

## Élete
Magyarországon született és magyar anyanyelvű, protestáns vallású volt. Apja a nápolyi származású Johannes Maria Speciacasa (Giovanni) Komárom főépítésze és dunai flottaparancsnok volt, s állítólag Veszprém ostromából megszökvén ölte meg a török. Részt vett Besztercebánya, Komárom, Murány, Pozsony és Zólyom várainak erődítési munkálatainak tervezésében.
Egykor Balassa János alatt szolgált. Zamaria kiváló katona volt.
1564-ben szenyéri provisor. Tisztét valószínűleg Eck Graf zu Salm győri főkapitány, a vár és uradalma bérlőjének kinevezéséből nyeri el. Május 20-án Ficsor Mihály kapitány és ő mint provisor az esztergomi káptalan biztosaitól átveszi Salm részére a várat. 1565-ben a bársonyosi réten a törökök elfogták. Úgy szabadult ki, hogy a budai pasa Salm Eck grófnak ajándékozta.
A tatai vár kapitányaként (1567–1575) építtette 1569 körül a déli védművet (Ferrando-bástya), majd Csesznek várának kapitánya lett.
1577–1578-ban ideiglenesen megbízott komáromi főkapitány volt, mivel 1577. júniusától Andreas Kielman Kanizsára távozott. 1582-ig a komáromi naszádosok kapitánya. 1578-ban mint Érsekújvár kapitánya részt vett Pálffy Miklós komáromi főkapitány hadjárataiban.
1577. januárjában ígéretet kapott a Haditanácstól, hogy amennyiben egy főkapitányi tisztség megüresedik, azt neki adományozzák. 1578-ban kérte a veszprémi főkapitányi tisztséget, mivel nem kívánt tovább Komáromban szolgálni, ezért többször kérte onnan elbocsátását. Decemberben elhagyta a várost és 1579. januárjában már igazolhatóan Veszprémben volt.
1581-1589 között egyszerre volt a győri főkapitányságbeli Veszprém, illetve a bányavidéki generalátusba tartozó Érsekújvár (ideiglenesen megbízott) főkapitánya, közben 1587-ben ismét fogoly a portán. 1581-ben Zsámbéknál Czobor Márton és Révay Lőrinc kapitányok seregével együtt a budai pasát verték meg. 1584-ben a hadi tanács komáromi alkapitánynak alkalmas vélte és ajánlotta. 1586-ban részt vett a nyitrai hadi tanácskozáson, melyen elhatározták többek között a komáromi Duna híd építését. 1586-ban csatlakozott Szőny alatt Pálffy Miklós, a győri és pápai kapitányok és Nádasdy Ferenc hadához, majd Izsák fehérvári pasa serege fölött győzedelmeskedtek.
1587. június 26-án a budai török ménes megszerzésére tervezett portya miatt 200 hajdúval és 70 huszárral Komáromba ment, akikkel részt is vett a portya után kialakult csatában. Ekkor 103 gyalogosa veszett oda a sikertelen portyában.
1588 áprilisától Balassi Bálint Érsekújvárott szolgált alatta, de még ugyanabban az évben a feleségével történt affér miatt kitört a botrány, s a költőnek, tekintettel származására, el kellett hagynia a várat.
1589-ben Csuty Gáspár neki zálogosítja el ásványtői nemesi kúriáját. 1589-ben az érsekújvári kapitányságot Pálffy vette át. 1589-1593 között veszprémi kapitány, amikor is Kodzsa Szinán pasa, nagyvezír azt megostromolta, s a vár elestével török fogságba esett. Belgrádban raboskodott, 1597-ben a Nebojsza toronyból kötélen leereszkedve tudott megszökni.
1599-től füleki főkapitány. E tisztében hunyt el 1601-ben.
Korábban, az 1560-as években felesége Paksy Borbála volt. 1573-ban találkozott Stephan Gerlachhal, aki röviden leírta külsejét és jellemét. Egy alkalommal kalauza halála miatt nem tudott Bécsbe utazni. Zombori Antal paksi református lelkész a Szent Makkabeusok mártíromságáról 1582-ben írt versét neki ajánlotta, feltehetőleg érsekújvári ideiglenes főkapitányi kinevezése alkalmából.

## Irodalmi említései
- Jósika Miklós 1842: Élet és Tündérhon II. Pest, 72. (valószínűleg apja)